# Roni (mascotte)
Pour les articles homonymes, voir Roni.
Roni est la mascotte olympique des Jeux olympiques d'hiver de 1980  à Lake Placid, créée par Don Moss. Cette mascotte remplace une mascotte vivante, un raton-laveur nommé Rocky qui est mort juste avant les jeux.
Elle représente un raton laveur, qui est commun dans la région montagneuse des Adirondacks où Lake Placid se trouve. Le nom de Roni a été choisi par les enfants des écoles de Lake Placid et vient du mot « raton laveur » en Iroquois, la langue des Amérindiens de cette région.
Une partie de son visage et le masque noir et blanc autour de ses yeux font référence aux lunettes de soleil et chapeau portés par les concurrents. Il existe différentes versions de Roni, pratiquant différents sports et les cinq couleurs des anneaux olympiques apparaissent dans différentes versions.